# Cattedrale di Sant'Eugenio (Derry)
La cattedrale di Sant'Eugenio (in inglese: St Eugene's Cathedral) è la cattedrale cattolica di Derry, in Irlanda del Nord, e sede della diocesi di Derry.

## Storia
La costruzione della cattedrale è stata possibile solo dopo che il Roman Catholic Relief Act del 1829 ne diede l'autorizzazione. Le fondazioni risalgono al 1840, mentre il lavoro di edificazione è iniziato nel 1849, secondo il progetto dell'architetto James Joseph McCarthy. Il costo totale della costruzione della cattedrale è stato pari a £ 400.000.
L'inaugurazione della cattedrale, realizzata in stile neogotico, ha avuto luogo il 4 maggio del 1873 ed è stata presieduta dall'allora vescovo di Derry, Francis Kelly. Per mancanza di fondi non erano ancora state realizzate la torre campanaria e la guglia mentre le vetrate erano in vetro singolo. Solo nel 1890 le vetrate attuali sono state installate, mentre i lavori per la torre e la guglia hanno avuto inizio il 13 agosto del 1900, per concludersi il 19 giugno 1903.
In seguito al Concilio Vaticano II le modifiche apportate alla liturgia hanno reso necessarie alcune modifiche agli spazi interni del santuario. Nel maggio del 1964 è stato collocato un altare ligneo temporaneo. Ulteriori lavori sono stati effettuati alla fine del 1975 con l'aggiunta di un grande altare di legno su un pavimento di legno realizzato anch'esso poco prima, contemporaneamente è stato rimosso il pulpito.
Dal 1984 al 1988 si sono protratti dei lavori di ristrutturazione esterna che hanno previsto l'estensione della sacrestia e la costruzione di una nuova sala conferenze. Nel giugno del 1989 la cattedrale è stata chiusa per sei mesi per una riorganizzazione degli ambienti. Sono stati rimossi i vecchi arredi ed è stato posto un nuovo pavimento realizzato in granito sardo, quindi sono stati aggiunti il nuovo altare quadrato e la sedia del celebrante in marmo di Carrara, un nuovo tabernacolo in bronzo placcato d'argento proveniente da Kilkenny. Nel 1989 è stato aggiunto anche un nuovo portico secondario all'ingresso principale. Quindi sono stati rinnovati il sistema di illuminazione e quello audio.
La cattedrale così rinnovata è stata aperta e riconsacrata dal vescovo di Derry, Edward Daly, il 17 dicembre del 1989.